# Rejon puchowicki
Rejon puchowicki (biał. Пухавіцкі раён) – rejon w centralnej Białorusi, w obwodzie mińskim. Nazwa rejonu pochodzi od miejscowości Puchowicze, lecz stolicą rejonu jest Maryjna Górka.